# Werfer-Länderkampf der Männer 1987 Bulgarien – BR Deutschland / BR Deutschland – Ungarn
| 1./2. Leichtathletik-Länderkampf mit bundesdeutscher Beteiligung 1987 | 1./2. Leichtathletik-Länderkampf mit bundesdeutscher Beteiligung 1987 |
| --------------------------------------------------------------------- | --------------------------------------------------------------------- |
|                                                                       |                                                                       |
| Werfervergleich der Männer: Bulgarien – BR Deutschland – Ungarn       |                                                                       |
| Austragungsort                                                        | Plowdiw                                                               |
| Wettbewerbe                                                           | 4                                                                     |
| Datum                                                                 | 16. Mai                                                               |
| 1. FRG 2. BGR                                                         | 54 Punkte 34 Punkte                                                   |
| 1. FRG 2. HUN                                                         | 53 Punkte 35 Punkte                                                   |
| Chronik                                                               |                                                                       |
| ← letzter LK 1986: 00FRG-FRA-SUI-CSK Geher (M)                        | BGR-FRG/FRG-HUN00 Werfer (F) →                                        |

Der erste und zweite Vergleich des Länderkampfjahres 1987 wurden in einer Veranstaltung mit drei Ländern ausgetragen, in denen jeweils zwei Länder getrennt untereinander gewertet wurden. Dazu traten die Werfer der drei Länder Bundesrepublik Deutschland, Bulgarien und Ungarn gegeneinander an. Veranstaltungsort am 16. Mai war mit Plowdiw die zweitgrößte Stadt Bulgariens. Sowohl gegen Bulgarien als auch gegen Ungarn hatte es zuvor noch keine offiziell gewerteten Begegnungen der Werfer gegeben. Allerdings hatte 1972 ein kombinierter Wettkampf der Hochspringer und Werfer stattgefunden, dessen inoffizielle Teilbereichswertung für die Kategorie Wurf/Stoß an die Bundesrepublik Deutschland gegangen war.
Auch die Werferinnen führten am selben Tag und selben Ort einen Länderkämpf durch.

## Modus
Ausgetragen wurden die vier olympischen Wettbewerbe aus dem Bereich Wurf/Stoß. Je Land und Wettbewerb starteten drei Teilnehmer. Der jeweils Erstplatzierte eines Länderkampfs erhielt sieben Punkte, für Rang zwei wurden fünf Punkte vergeben, für Rang drei vier Punkte, für Rang vier drei Punkte usw.

## Ergebnis
Die Einzelwertung des Kugelstoßens ging im Aufeinandertreffen mit Bulgarien an Gastgeber Bulgarien. Die drei anderen Disziplinen dieser Begegnung entschieden die bundesdeutschen Vertreter jeweils sehr eindeutig für sich. In der Begegnung mit Ungarn errangen die ungarischen Speerwerfer ein Unentschieden. In den drei weiteren Wettbewerben lagen die bundesdeutschen Teilnehmer vorn. So siegte die Bundesrepublik Deutschland in beiden Vergleichen, gegen Bulgarien mit 54 zu 34 Punkten und gegen Ungarn mit 53 zu 35 Punkten.

## Resultate

### Kugelstoßen
| Platz | Athlet              | Land | Weite (m) | Länderkampfwertung | Länderkampfwertung |
| ----- | ------------------- | ---- | --------- | ------------------ | ------------------ |
| 1     | Georgi Todorow      | BGR  | 20,31     | 1. BGR 2. FRG      | 12 P 10 P          |
| 2     | Karsten Stolz       | FRG  | 20,05     | 1. BGR 2. FRG      | 12 P 10 P          |
| 3     | Wenzislaw Christow  | BGR  | 20,03     | 1. BGR 2. FRG      | 12 P 10 P          |
| 4     | László Szabó        | HUN  | 19,00     | 1. BGR 2. FRG      | 12 P 10 P          |
| 5     | Zsigmond Ladányi    | HUN  | 18,91     | 1. FRG 2. HUN      | 12 P 10 P          |
| 6     | Udo Gelhausen       | FRG  | 18,71     | 1. FRG 2. HUN      | 12 P 10 P          |
| 7     | Stefan Schröfel     | FRG  | 18,64     | 1. FRG 2. HUN      | 12 P 10 P          |
| 8     | Konstantin Strankow | BGR  | 18,03     | 1. FRG 2. HUN      | 12 P 10 P          |
| 9     | Denbo Kalian        | HUN  | 17,45     | 1. FRG 2. HUN      | 12 P 10 P          |

### Diskuswurf
| Platz | Athlet             | Land | Weite (m) | Länderkampfwertung | Länderkampfwertung |
| ----- | ------------------ | ---- | --------- | ------------------ | ------------------ |
| 1     | Rolf Danneberg     | FRG  | 65,72     | 1. FRG 2. BGR      | 15 P 07 P          |
| 2     | Werner Hartmann    | FRG  | 62,08     | 1. FRG 2. BGR      | 15 P 07 P          |
| 3     | Georgi Georgiew    | BGR  | 61,74     | 1. FRG 2. BGR      | 15 P 07 P          |
| 4     | Alois Hannecker    | FRG  | 61,54     | 1. FRG 2. BGR      | 15 P 07 P          |
| 5     | Georgi Tauschanski | BGR  | 60,70     | 1. FRG 2. HUN      | 16 P 06 P          |
| 6     | Kamen Dimitrow     | BGR  | 58,52     | 1. FRG 2. HUN      | 16 P 06 P          |
| 7     | Attila Horváth     | HUN  | 57,96     | 1. FRG 2. HUN      | 16 P 06 P          |
| 8     | Csaba Hollo        | HUN  | 57,16     | 1. FRG 2. HUN      | 16 P 06 P          |
| 9     | Ferenc Tégla       | HUN  | 56,34     | 1. FRG 2. HUN      | 16 P 06 P          |

### Hammerwurf
| Platz | Athlet            | Land | Weite (m) | Länderkampfwertung | Länderkampfwertung |
| ----- | ----------------- | ---- | --------- | ------------------ | ------------------ |
| 1     | Christoph Sahner  | FRG  | 78,22     | 1. FRG 2. BGR      | 15 P 07 P          |
| 2     | Albert Sinka      | HUN  | 77,82     | 1. FRG 2. BGR      | 15 P 07 P          |
| 3     | Jörg Schaefer     | FRG  | 77,00     | 1. FRG 2. BGR      | 15 P 07 P          |
| 4     | Iwan Tanew        | BGR  | 76,66     | 1. FRG 2. BGR      | 15 P 07 P          |
| 5     | Tibor Gécsek      | HUN  | 76,16     | 1. FRG 2. HUN      | 13 P 09 P          |
| 6     | Norbert Radefeld  | FRG  | 75,56     | 1. FRG 2. HUN      | 13 P 09 P          |
| 7     | Wiktor Badostolow | BGR  | 75,18     | 1. FRG 2. HUN      | 13 P 09 P          |
| 8     | Dandor Füzesi     | HUN  | 70,94     | 1. FRG 2. HUN      | 13 P 09 P          |
| 9     | Vladin Christow   | BGR  | 67,86     | 1. FRG 2. HUN      | 13 P 09 P          |

### Speerwurf
| Platz | Athlet                | Land | Weite (m) | Länderkampfwertung | Länderkampfwertung |
| ----- | --------------------- | ---- | --------- | ------------------ | ------------------ |
| 1     | Stefan König          | FRG  | 77,10     | 1. FRG 2. BGR      | 14 P 08 P          |
| 2     | Emil Zwetanow         | BGR  | 74,70     | 1. FRG 2. BGR      | 14 P 08 P          |
| 3     | Ferenc Paragi         | HUN  | 73,58     | 1. FRG 2. BGR      | 14 P 08 P          |
| 4     | Tamás Bognár          | HUN  | 73,52     | 1. FRG 2. BGR      | 14 P 08 P          |
| 5     | Peter Blank           | FRG  | 73,28     | 1. FRG 1. HUN      | 11 P               |
| 6     | László Stefan         | HUN  | 73,16     | 1. FRG 1. HUN      | 11 P               |
| 7     | Klaus-Peter Schneider | FRG  | 72,54     | 1. FRG 1. HUN      | 11 P               |
| 8     | Stefan Stoikow        | BGR  | 70,28     | 1. FRG 1. HUN      | 11 P               |
| 9     | Raino Dimitrow        | BGR  | 69,54     | 1. FRG 1. HUN      | 11 P               |